# Yusuf Saad Kamel
Yusuf Saad Kamel (nascido Gregory Konchellah; Narok, 29 de março de 1983) é um ex-atleta barenita nascido no Quênia, especialista em provas de meia-distância, campeão mundial dos 1500 metros.
Representado o Bahrein, seu país de adoção, ele conquistou a medalha de ouro desta prova e a medalha de bronze dos 800 metros no Campeonato Mundial de Atletismo de 2009 em Berlim.  No começo de 2009, antes do Campeonato Mundial, ele parou de competir pelo país alegando falta de pagamento de salários e bônus. Ele queria voltar a competir pelo Quênia mas as autoridades barenitas confiscaram seu passaporte e sem ele Kamel não poderia competir por nenhum país. Diversos outros atletas quenianos que haviam assumido a cidadania barenita também haviam deixado o Bahrein pra tentar voltar a competir pelo Quênia. Porém, em julho daquele ano, antes do Mundial, ele voltou às pistas na Athletissima, etapa suíça da Diamond League, competindo pelo Bahrein. o que fez com que a federação queniana colocasse um fim em sua tentativa de voltar a competir pelo país natal. Assim, Kamel se tornou campeão mundial dos 1500 m no Mundial de 2009, realizado pouco depois, como atleta do Bahrein.
Ele é filho do bicampeão mundial queniano dos 800 metros Billy Konchellah.